# 蒂塔库迪
蒂塔库迪（Tittakudi），是印度泰米尔纳德邦Cuddalore县的一个城镇。总人口20734（2001年）。

## 人口
该地2001年总人口20734人，其中男性10530人，女性10204人；0—6岁人口2289人，其中男1180人，女1109人；识字率67.15%，其中男性为76.70%，女性为57.29%。